# 艾拿積馬體育會 (巴林)
艾拿積馬體育會，常稱「麥納麥星」隊以別於其他以「星」為名的球會，是位於巴林麥納麥的綜合運動隊，設有足球、手球、排球和籃球部。其中足球部參加巴林超級足球聯賽。隊名中在阿拉伯語指「星星」。